# H. Robert Horvitz
Howard Robert »Bob« Horvitz, ameriški celični biolog, nobelovec, * 8. maj 1947, Chicago, Illinois, ZDA.
Horvitz je leta 2002 s Sydneyjem Brennerjem in z Johnom Sulstonom prejel Nobelovo nagrado za fiziologijo ali medicino, za »odkritja na področju genetske regulacije razvoja organov in programirane celične smrti«.

## Življenje in delo
Rodil se je v Chicagu kot potomec druge generacije priseljencev judovskega rodu iz Vzhodne Evrope. Od očeta, ki je bil računovodja, je prevzel ljubezen do številk, sicer pa ni imel posebnih zanimanj, razen naravoslovja v splošnem. Zato se je vpisal na Tehnološki inštitut Massachusettsa (MIT) in tam diplomiral iz matematike ter ekonomije, v prostem času pa je delal kot tehnik in kasneje kot programer za IBM. Z biologijo se je resneje srečal šele v zadnjem letniku na MIT, ko je izbral uvod v biologijo kot enega od izbirnih predmetov. Ta ga je prevzela, zato je v naslednjem semestru izbral še več bioloških predmetov ter se po diplomi vpisal na podiplomski študij biologije na Univerzi Harvard.
Na Harvardu se je prvič srečal z eksperimentalnim delom v biologiji, v molekularnem laboratoriju Jamesa Watsona in Walterja Gilberta, kjer se je ukvarjal s preučevanjem regulacije prepisovanja RNK pri bakteriofagih. Na Harvardu je leta 1972 magistriral in dve leti kasneje še doktoriral. Po doktoratu se je v skladu s svojo dolgoletno željo doživeti Evropo pridružil laboratoriju Sydneyja Brennerja v Cambridgeu, ki je raziskoval glisto Caenorhabditis elegans kot nov modelni organizem za preučevanje razvoja živčevja.
Dobil je raziskovalno štipendijo Ameriškega društva za mišično distrofijo in se preselil v Anglijo. V sklopu podoktorskega projekta je tri leta preučeval linije celic pri tej glisti. C. elegans je posebej uporabna v ta namen, saj imajo odrasli osebki majhno in konstantno število celic v različnih tkivih, katerih razvoj je možno spremljati od oploditve dalje. Nato je sprejel ponudbo za mesto raziskovalca na MIT in se vrnil v ZDA. S seboj je vzel kulturo glist za nadaljevanje raziskav.
Na MIT je prevzel vodenje laboratorija, v katerem je stekel program raziskav genetskih osnov različnih vidikov biologije vrste C. elegans, od celičnega signaliziranja do vedenja. Pod njegovim vodstvom so v naslednjih desetletjih odkrili več ključnih genov, ki regulirajo programirano celično smrt pri tej glisti in so jih kasneje odkrili tudi pri človeku, ter več podpornih. S tem je bilo prvič dokazano, da je smrt celic tako osnoven biološki pojav kot delitev ali diferenciacija. Do leta 1986 je napredoval v rednega profesorja na MIT, od leta 1988 pa deluje tudi na Medicinskem inštitutu Howarda Hughesa. Poleg tega je svetovalec pri več javnih in zasebnih ustanovah.

## Priznanja
Za svoje delo je od konca 1980. let prejel številna priznanja, med njimi nagrado Louise Gross Horwitz (2000) in leta 2002 Nobelovo nagrado za fiziologijo ali medicino.
Izvoljen je bil za člana Nacionalne akademije znanosti ZDA in Nacionalne akademije umetnosti in znanosti ZDA ter tujega člana Kraljeve družbe, poleg tega pa je tudi član več strokovnih združenj.